# Parosmia simulans
Parosmia simulans är en fjärilsart som beskrevs av Köhler 1952. Parosmia simulans ingår i släktet Parosmia och familjen nattflyn. Inga underarter finns listade i Catalogue of Life.